# Иловые черепахи
Иловые черепахи (лат. Kinosternidae) — семейство скрытошейных черепах.

## Общая характеристика
Иловые черепахи близки к каймановым черепахам, особенно головастая иловая черепаха. Общее отличие иловых черепах — рёбровидные выросты шейной пластинки карапакса, заходящие под соседние краевые пластинки.
Иловые черепахи — пресноводные виды. Многие из них живут в стоячей или медленно текучей воде, предпочитают озёра и пруды, которые заполняются водой в течение всего года.

## Распространение
Иловые черепахи распространены в Северной, Центральной и Южной Америке.

## Питание
Иловые черепахи питаются моллюсками, червями, пиявками, иногда едят рыбу. Черепахи, с большими головами обычно предпочитают улиток и других моллюсков, раковины которых они могут легко вскрыть массивными челюстями. Черепахи в сезонных водоёмах могут также есть большое количество растений (прежде всего семена).

## Поведение и размножение
Большинство иловых черепах основную часть жизни проводят в воде. В сезон дождей некоторые черепахи могут выползать на землю и искать себе пропитание там. Некоторые черепахи активны только в дневное время, а некоторые только ночью. Другие виды могут быть активны и днём и ночью. Виды, живущие в тёплом и влажном климате, активны весь год. В областях с холодными зимами и в пустынях с долгими периодами сухой погоды черепахи впадают в сон. Самцы больше самок. Самцы имеют длинный хвост с эпидермальным когтем. В сезон размножения у самцов и самок нет специальных ритуалов ухаживания. Они спариваются в воде. После этого самки делают гнёзда и откладывают яйца. Самки могут откладывать до 6 кладок в год. Яйца продолговатые, 2,3—4,3 см в длину и 1,5—2,5 см в ширину. Потомство из яиц вылупляется в течение 75 дней. От температуры в гнезде зависит вылупление из яиц самок или самцов. Очень высокая или очень низкая температура приводит к появлению самок, а средние температуры — самцов.

## Классификация
Отряд — Testudines — Черепахи
Подотряд — Cryptodira — Скрытошейные
Надсемейство — Kinisternoidea
Семейство — Kinosternidae — Иловые черепахи
Родов 4 (Claudius, Kinosternon, Staurotypus, Sternotherus)
Видов 25.
- подсемейство Kinosterninae
  - Kinosternon — замыкающиеся черепахи
    - Kinosternon acutum — остроносая замыкающаяся черепаха
    - Kinosternon alamosae
    - Kinosternon angustipons — карибская черепаха
    - Kinosternon baurii — полосатая черепаха
    - Kinosternon chimalhuaca
    - Kinosternon creaseri — иловая черепаха Крейзера
    - Kinosternon cruentatum — иловая, или трёхкилевая замыкающаяся, черепаха
    - Kinosternon dunni — иловая черепаха Данна
    - Kinosternon flavescens — жёлтая замыкающаяся черепаха
    - Kinosternon herrerai — веракрусская замыкающаяся черепаха
    - Kinosternon hirtipes — мексиканская замыкающаяся черепаха
    - Kinosternon integrum — оахакская замыкающаяся черепаха
    - Kinosternon leucostomum — белоротая замыкающаяся черепаха
    - Kinosternon oaxacae
    - Kinosternon scorpioides — скорпионовая черепаха
    - Kinosternon sonoriense — сонорская замыкающаяся черепаха
    - Kinosternon spurrelli — колумбийская замыкающаяся черепаха
    - Kinosternon subrubrum — пенсильванская, или красноватая иловая, черепаха

  - Sternotherus — мускусные черепахи
    - Sternotherus carinatus — килеватая мускусная черепаха
    - Sternotherus depressus
    - Sternotherus minor — малая мускусная черепаха
    - Sternotherus odoratus — обыкновенная мускусная черепаха
- подсемейство Staurotypinae
  - Claudius — головастые иловые черепахи
    - Claudius angustatus — головастая иловая черепаха

  - Staurotypus — крестогрудые черепахи
    - Staurotypus salvinii — малая крестогрудая черепаха
    - Staurotypus triporcatus — крестогрудая черепаха, или обыкновенный стауротип

## Галерея

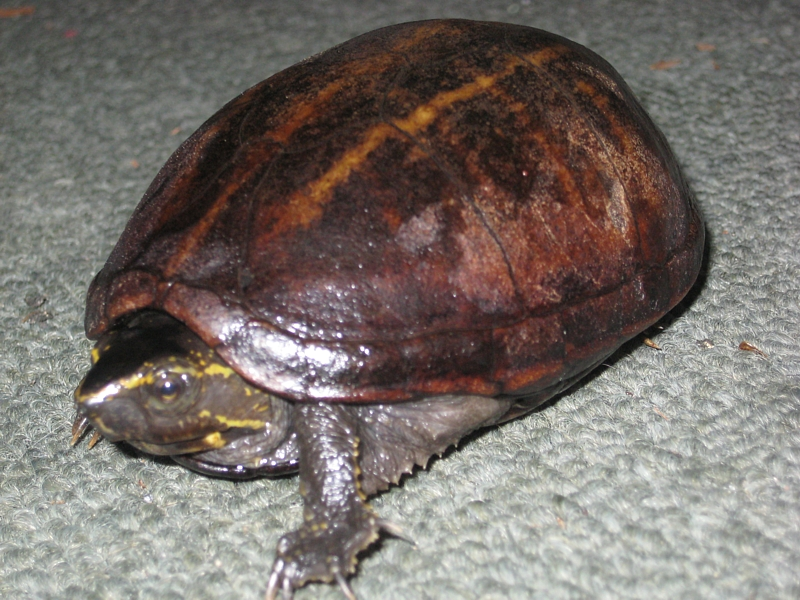
Полосатая черепаха
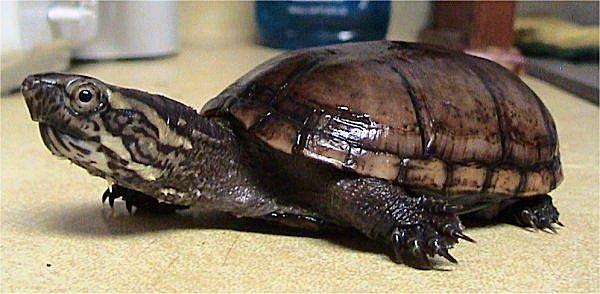
Пенсильванская черепаха
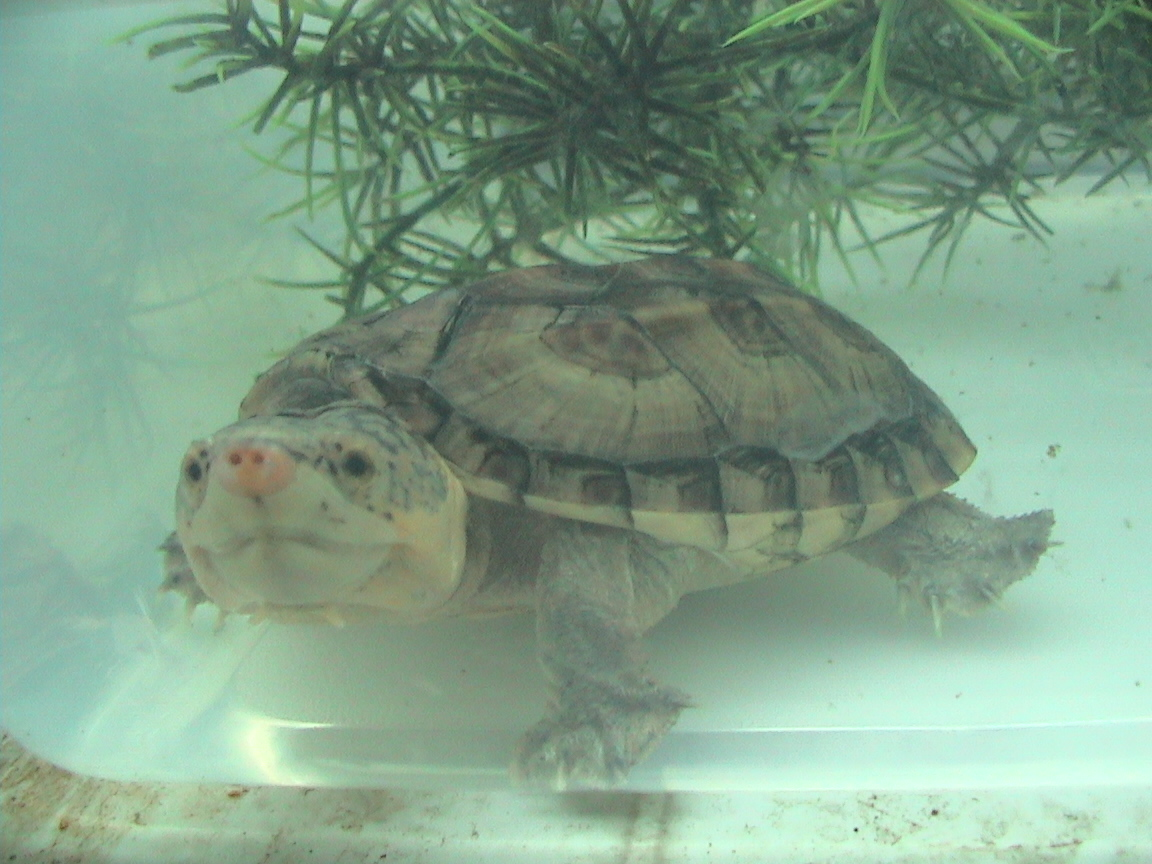
Малая крестогрудая черепаха
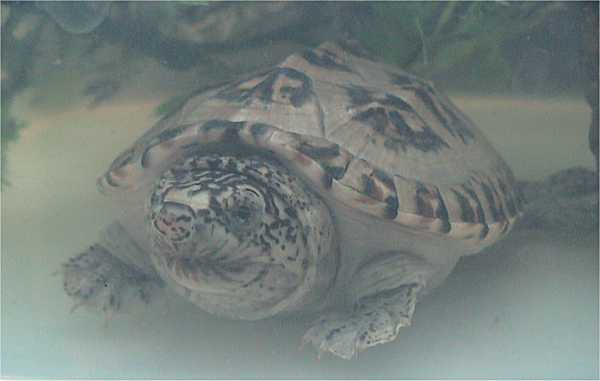
Крестогрудая черепаха
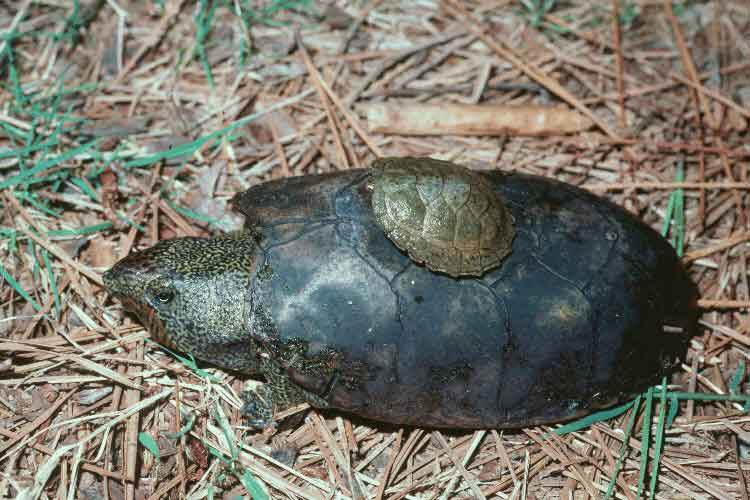
Sternotherus depressus
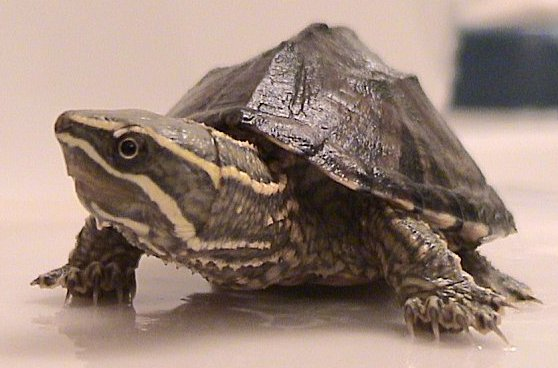
Обыкновенная мускусная черепаха
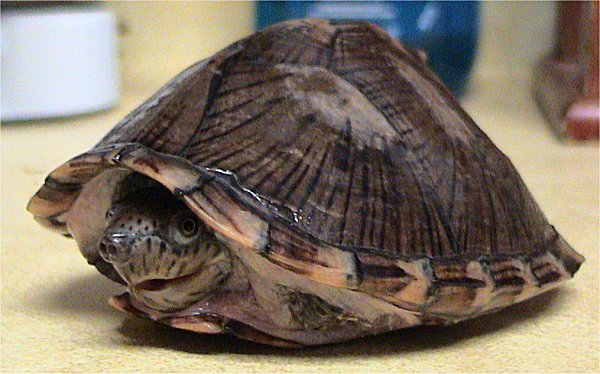
Килеватая мускусная черепаха
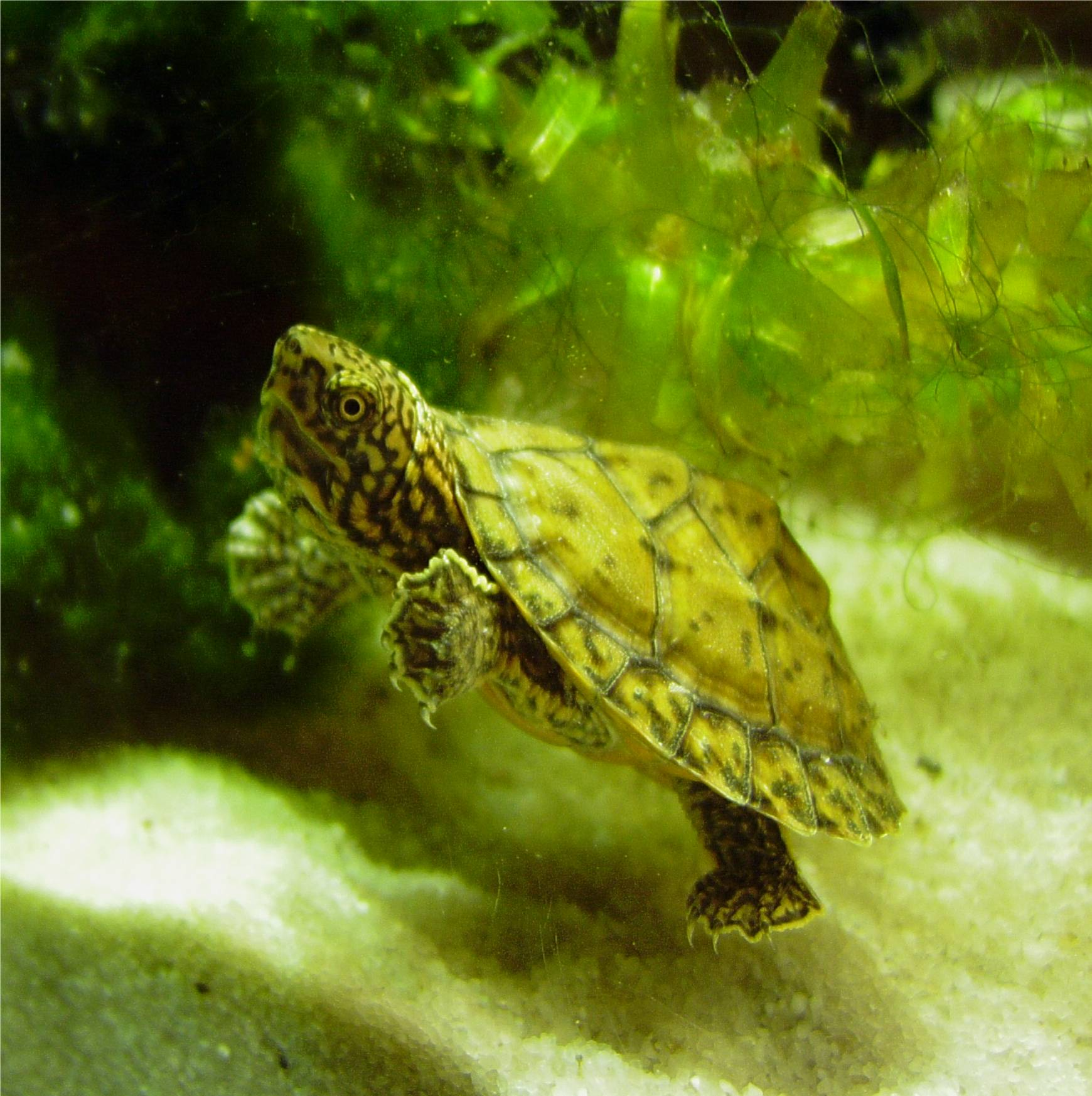
Малая мускусная черепаха